# Opoptera aorsa
Opoptera aorsa är en fjärilsart som beskrevs av Pierre André Latreille och Jean Baptiste Godart 1824. Opoptera aorsa ingår i släktet Opoptera och familjen praktfjärilar. Inga underarter finns listade i Catalogue of Life.